# Dorothy (gruppo musicale)
I Dorothy sono un gruppo musicale hard rock statunitense, formatosi a Los Angeles California nel 2014. Prendono il nome dalla leader e cantante Dorothy Martin di origini ungheresi, nata a Budapest ma cresciuta a San Diego.

## Storia del gruppo
All'inizio del 2013 Dorothy Martin è stata presentata al produttore e chitarrista Mark Jackson e al suo collaboratore Ian Scott da suo cugino Sam Wofford, che suonava la chitarra nel gruppo di Jackson The Remedy. Il suo brano di debutto After Midnight, nato come una ballata al pianoforte, è stato seguito da un video presentato sulla rete musicale Vice.
Il 19 agosto 2014 il gruppo ha presentato il suo secondo singolo Wild Fire ed il 27 ottobre dello stesso anno il terzo singolo Wicked Ones su Billboard, che ha paragonato il loro sound blues-rock ai Black Sabbath e ai The White Stripes. Il giorno dopo i Dorothy hanno pubblicato l'EP omonimo. Dopo il gruppo si è esibito al Bootleg Theater ogni lunedì sera del mese di novembre. In seguito a queste esibizioni sono stati nominati da Rolling Stone nella lista "Artists You Need to Know".

### Rockisdead (2015-2016)
Il 23 febbraio 2015 Complex ha trasmesso in anteprima il video del singolo Wicked Ones.
Il 14 giugno 2015 il gruppo ha annunciato di aver firmato un contratto discografico con Roc Nation.
Il 24 giugno 2016 Dorothy ha pubblicato l'album di debutto Rockisdead.
Lo stesso anno il gruppo è andato in tour come band di apertura degli Halestorm di Lzzy Hale, in primavera ed in autunno.

### 28 Days in the Valley (2017-2019)
Il 5 maggio 2017 il gruppo ha pubblicato il singolo Down to the Bottom.

Il dicembre 20 2017 Dorothy ha annunciato la prossima pubblicazione del loro secondo album 28 Days in the Valley.
(Dorothy Martin,GSLM)
 Questo è stato pubblicato il 16 marzo 2018. L'album ha visto anche la collaborazione di Linda Perry, come produttore, ingegnere del suono e coautrice di alcuni brani.

### Gifts from the Holy Ghost (2020-2022)

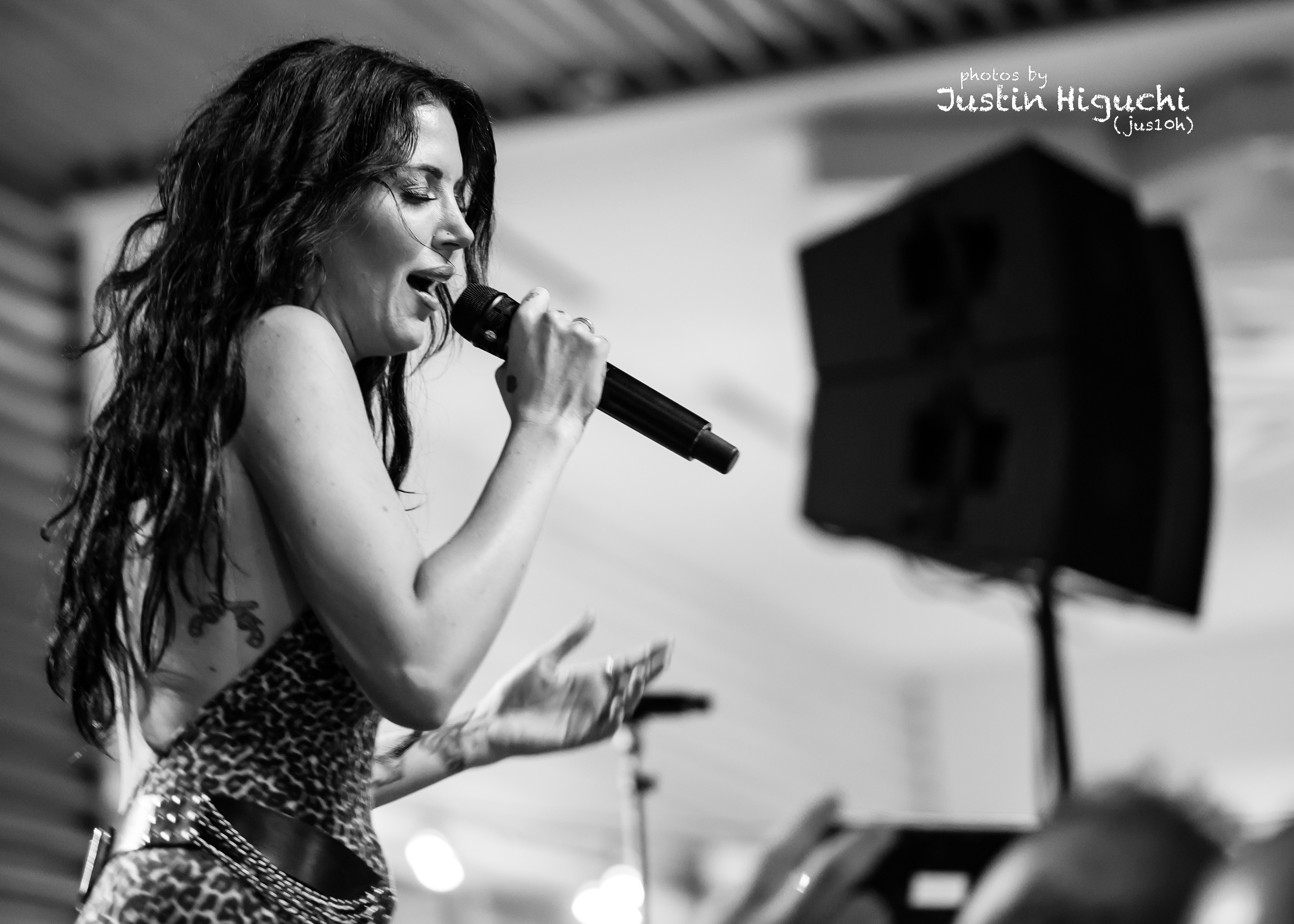
Dorothy Martin allo YouTube Space LA nel 2016

Il 10 gennaio 2021 la Martin ha annunciato attraverso il suo account Twitter la pubblicazione del nuovo album, che si sarebbe intitolato Gifts from the Holy Ghost. In un'intervista a Loudwire ha rivelato che il titolo le è stato suggerito da un incidente a cui aveva assistito, accaduto al tecnico delle chitarre. Sembrava morto per un'overdose di eroina, ma lei aveva pregato per la sua sopravvivenza e lui miracolosamente era tornato in vita. L'album è stato pubblicato il 22 aprile 2022.

### The Way (2023-presente)
Nel corso del 2024 ha effettuato diverse collaborazioni con musicisti dell'ambito hard rock e post-grunge. A marzo ha cantato in duetto con Scott Stapp, nel suo quarto album Higher Power, la ballata acustica If These Walls Could Talk. Ad aprile ha cantato con gli Staind nella versione in duetto della ballata Better Days dal loro album Confessions of the Fallen del 2023. A maggio ha collaborato come ospite nell'album di Slash Orgy Of The Damned nel brano Key to the Highway.

Il 19 luglio dello stesso anno è stato pubblicato il singolo MUD che anticipa il nuovo album. Il 31 ottobre è uscito il secondo singolo  The Devil I Know, accompagnato da un lyric video. Il 20 novembre è stato infine realizzato il video ufficiale del primo singolo MUD, anticipazione dell'album in preparazione. Il 6 dicembre è uscito il terzo singolo I Come Alive con il relativo lyric video. Il 24 gennaio è uscito il quarto singolo Tombstone Town con la partecipazione di Slash, sempre accompagnato da un lyric video. Il 12 febbraio infine è stato realizzato il video ufficiale del brano in cui compare anche Slash. Infine il 14 marzo è stato pubblicato l'album The Way prodotto da Scott Stevens con influssi country. Per quanto riguarda il titolo Dorothy ha dichiarato:
(Dorothy Martin, Loadwire)

## Formazione

### Formazione attuale
- Dorothy Martin – voce
- Sam Bam Koltun – chitarra
- Eliot Lorango – basso, cori
- Jake Hayden – batteria, percussioni, cori

### Ex componenti
- Nick Perri – chitarra (2018-2019)
- Eli Wulfmeier – chitarra, cori (2017-2022)
- Zac Morris – batteria, percussioni (2014-2016)
- Jason Ganberg – batteria, percussioni (2017-2022)
- Gregg Cash – basso (2014–2017)
- Mark Jackson – chitarra (2014-2016)
- Nick Maybury – chitarra (2017-2018)
- Owen Barry  – chitarra (2018)
- Devon Pangle – chitarra (2019-2022)

## Discografia

### Album in studio
- 2016 – Rockisdead
- 2018 – 28 Days in the Valley
- 2022 – Gifts from the Holy Ghost
- 2025 – The Way

### EP
- 2014 – Dorothy
- 2021 – Thrive in the Darkness

### Singoli
- 2014 – After Midnight
- 2014 – Wild Fire
- 2014 – Wicked Ones
- 2015 – Gun in My Hand
- 2015 – Bang Bang Bang
- 2015 – Raise Hell
- 2016 – Get Up
- 2016 – Missile
- 2016 – Dark Nights
- 2017 – Down to the Bottom
- 2018 – Flawless
- 2018 – Who Do You Love
- 2021 – What's Coming to Me
- 2022 – Rest in Peace
- 2022 –  Black Sheep
- 2022 – A Beautiful Life
- 2024 – MUD
- 2024 – The Devil I Know
- 2024 – I Come Alive
- 2024 – Tombstone Town